# Markýz z Dorsetu
Markýz z Dorsetu je anglický šlechtický titul vytvořený třikrát ve 14. a 15. století.
Poprvé byl vytvořen roku 1397 pro Jana Beauforta, 1. hraběte ze Somersetu který za dva roky o tento titul přišel.
Podruhé byl vytvořen roku 1442 pro Edmunda Beauforta 1. vévodu ze Somersetu, který se roku 1448 stal vévodou ze Somersetu.
Potřetí byl vytvořen roku 1475 pro Thomasa Greye, 1. hraběte z Huntingdonu, který na post hraběte rezignoval. Téhož roku získal markýz dceřiný titul barona Ferrers z Groby.
Roku 1454 se třetí markýz Henry Grey stal vévodou ze Suffolku a tím zanikl titul markýze z Dorsetu.

## Markýz z Dorsetu, první vytvoření (1397)
- Jan Beaufort, 1. markýz z Dorsetu (1373–1410)

## Markýz z Dorsetu, druhé vytvoření (1442)
- Edmund Beaufort, 1. markýz z Dorsetu (1406–1455)

## Markýz z Dorsetu, třetí vytvoření (1475)
- Thomas Grey, 1. markýz z Dorsetu (1451–1501)
- Thomas Grey, 2. markýz z Dorsetu (1477–1530)
- Henry Grey, 3. markýz z Dorsetu (1517–1554)